# Lorenz Bodock
Lorenz Bodock, auch von Bodock, Bodocki und latinisierte Formen wie Bodockius und Bodockerus (* 9. August 1607 in Posen; † 22. März 1663 in Hamburg) war Professor an der Universität Rostock.

## Leben
Lorenz Bodock war katholischen Glaubens und trat später zum Luthertum über, worunter er in seinem späteren Leben zu leiden hatte. Er wirkte als Gymnasiallehrer zu Riga. Darauf wurde er Magister artium, erhielt das Lizentiat und die juristische Doktorwürde. Unbekannt ist bei allen drei Ernennungen, wann und wo er sie erhielt.
Am 3. Februar 1641 setzte die Fakultät für Philosophie der Universität Rostock Bodock als ordentlichen Professor der Eloquenz ein, nachdem er bereits vorher an der Fakultät gelehrt hatte. Sein Vorgänger war Johann Raue. Im Sommersemester 1661 hielt er das 479. Rektorat inne.
Bis 1661 bekleidete Bodock die Professur. Sein Nachfolger wurde Michael Pancratius (1632–1690).